# Стар Трек III: В търсене на Спок
„Стар Трек III: В търсене на Спок“ (на английски: Star Trek III: The Search for Spock) е третият филм от поредицата Стар Трек с участието на Кап. Кърк и екипажа му, отново на борда на звездолета Enterprise. Това е един вид продължение на предишния филм. Филмът излиза на 1 юни 1984 г. и негов режисьор този път е Ленърд Нимой (Спок).
Enterprise и екипажът му се завръщат в дока за звездолети за поправка на кораба, но когато пристигат, те са шокирани от решението кораба им да бъде бракуван и предаден за скрап и когато Др. МакКой започва да се държи странно Кърк осъзнава, че трябва да се върне на планетата, където е загинал приятеля му и да го спаси. Той и екипажът му решават да откраднат кораба и да се впуснат в търсене на Спок.

## Сюжет
С много поражения от последната битка на Entersprise, след победата над Хан и избавлението от Генезис, звездолетът и екипажа му се завръщат вкъщи и са посрещнати с лоша новина от Главнокомандващия Офицер на Флота Морроу – Enterprise ще бъде свален от служба. Нещата стават по-зле, когато Др. МакКой започва да се държи странно. Кърк е посетен от Сарек, бащата на Спок и посланик на Вулкан, който разкрива, че МакКой носи Катра /душата/ на Спок в себе си. Кърк незабавно иска среща с Адмирал Морроу искайки разрешение за завръщане на Генезис и да спаси Спок. След като получава отказ, Кърк и екипажа му открадват Enterprise и възглавят спасителна мисия за Спок до Генезис – планета под карантина. Те тръгват, без да знаят, че Клингоните, предвождани от вманиячения Командир Крюдж, планират да откраднат тайната на Генезис за свои собствени изопачени нужди. При срещата на Кърк с Крюдж, E ntersprise е изваден от боеспособност в битка с клингонския кораб и което е по-лошо, клингоните убиват сина на Кърк, който е сред спасителния екип за Спок. Кърк обаче, се отървава от останалите клингони, като ги примамва борда на Enterprise и взривява кораба, заедно с ях чрез команда за самоунищожение. Унищожавайки клингоните и завземайки тяхната „Бойна птица“, Кърк се отправя към Вулкан за сливане на тялото на Спок, намерено на Гензис и неговата Катра.

## Филми от поредицата за „Стар Трек“
Поредицата „Стар Трек“ включва 14 филма:
- „Стар Трек: Филмът“ (1979)
- „Стар Трек II: Гневът на Хан“ (1982)
- „Стар Трек III: В търсене на Спок“ (1984)
- „Стар Трек IV: Пътуване към вкъщи“ (1986)
- „Стар Трек V: Последната граница“ (1989)
- „Стар Трек VI: Неоткритата страна“ (1991)
- „Стар Трек: Космически поколения“ (1994)
- „Стар Трек VIII: Първи контакт“ (1996)
- „Стар Трек: Бунтът“ (1998)
- „Стар Трек: Възмездието“ (2002)
- „Стар Трек“ (2009)
- „Пропадане в мрака“ (2013)
- „Стар Трек: Отвъд“ (2016)
- „Стар Трек: Секция 31“ (2025)